# Brownsville (Wisconsin)
Brownsville és una població dels Estats Units a l'estat de Wisconsin. Segons el cens del 2000 tenia 570 habitants.

## Demografia
Segons el cens del 2000, Brownsville tenia 570 habitants, 209 habitatges, i 166 famílies. La densitat de població era de 564,3 habitants per km².
Dels 209 habitatges en un 37,8% hi vivien nens de menys de 18 anys, en un 73,2% hi vivien parelles casades, en un 4,3% dones solteres, i en un 20,1% no eren unitats familiars. En el 17,7% dels habitatges hi vivien persones soles el 7,2% de les quals corresponia a persones de 65 anys o més que vivien soles. El nombre mitjà de persones vivint en cada habitatge era de 2,73 i el nombre mitjà de persones que vivien en cada família era de 3,11.
Per edats la població es repartia de la següent manera: un 26,7% tenia menys de 18 anys, un 7,5% entre 18 i 24, un 33,7% entre 25 i 44, un 20,9% de 45 a 60 i un 11,2% 65 anys o més.
L'edat mediana era de 36 anys. Per cada 100 dones de 18 o més anys hi havia 100 homes.
La renda mediana per habitatge era de 62.679 $ i la renda mediana per família de 65.441 $. Els homes tenien una renda mediana de 40.625 $ mentre que les dones 26.071 $. La renda per capita de la població era de 22.452 $. Cap de les famílies estaven per davall del llindar de pobresa.

## Poblacions més properes
El següent diagrama mostra les poblacions més properes.